# Саксай
Сакса́й (рос. Саксай, башк. Сәксәй) — присілок (колишнє селище) у складі Баймацького району Башкортостану, Росія. Входить до складу Тем'ясовської сільської ради.
До 10 вересня 2007 року присілок називався Лісоучастка Саксай.
Населення — 18 осіб (2010; 19 в 2002).
Національний склад:
- башкири — 100%